# Rotativa

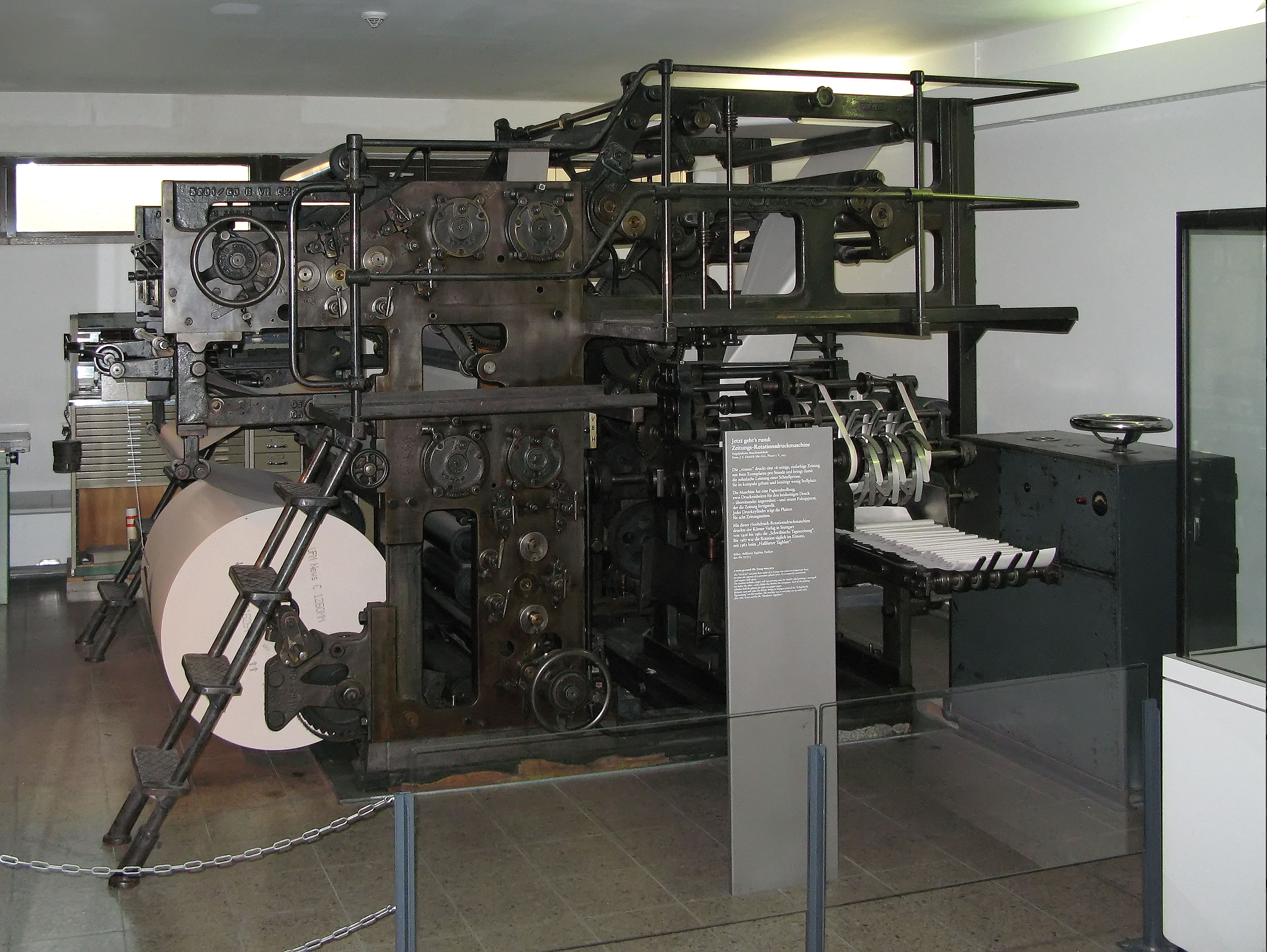
Antigua impresora rotativa expuesta en el Deutsches Museum, Berlín.

Una rotativa (impresora rotativa o prensa rotativa) es una máquina de impresión en la que las imágenes a imprimir se curvan sobre un cilindro. La impresión puede efectuarse sobre gran número de sustratos, incluyendo papel, cartón y plástico, que pueden alimentarse por folios o mediante un rollo continuo.
La rotativa imprime y además puede modificar el sustrato mediante troquelados, barnizados de sobreimpresión o relieve. El rodillo rotativo de impresión fue inventado por Richard March Hoe en 1843 y mejorado luego por William Bullock.

## Desarrollo histórico

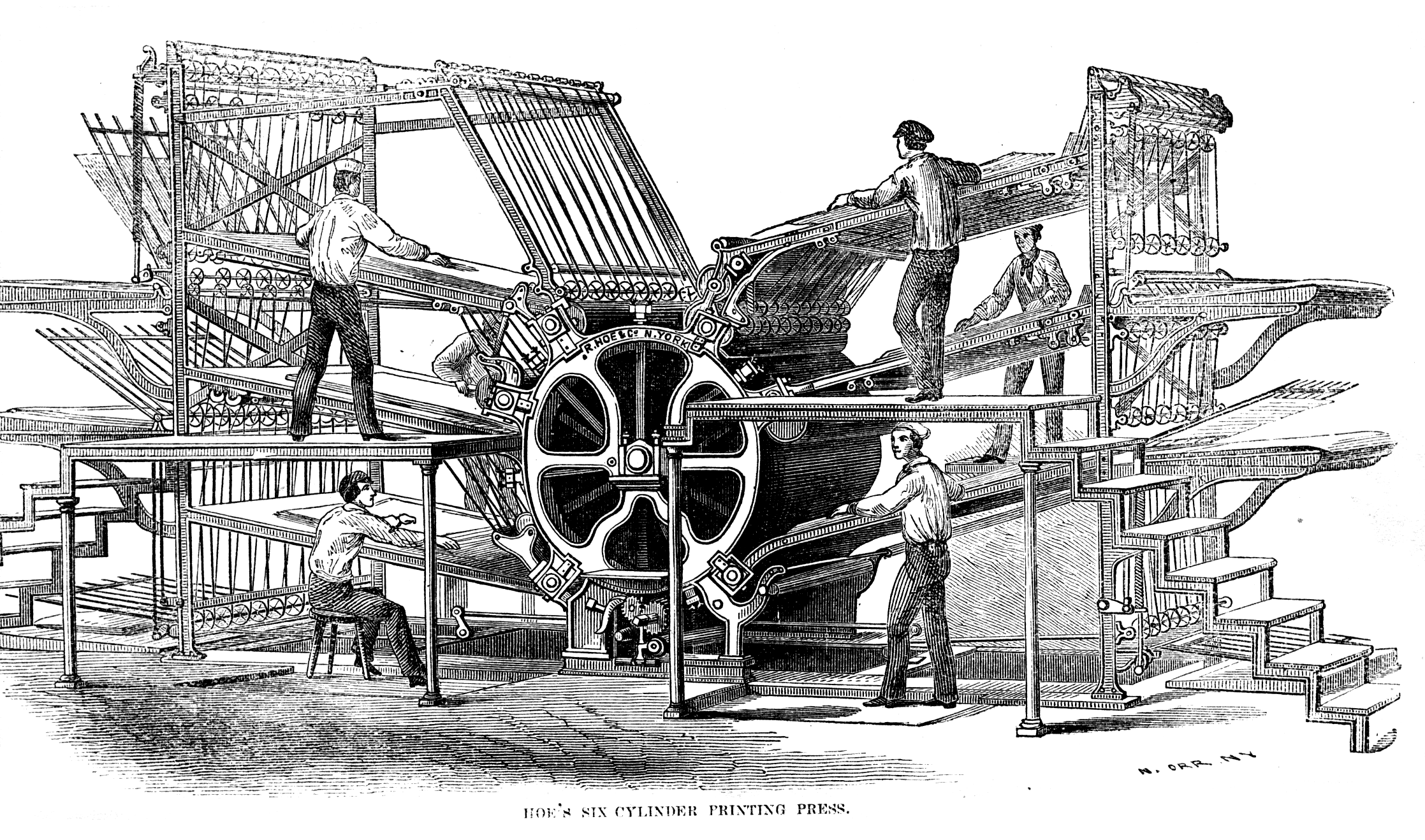
La prensa rotativa de seis cilindros de Hoe de la década de 1860. Las placas de impresión se encuentran en el cilindro grande en el centro.

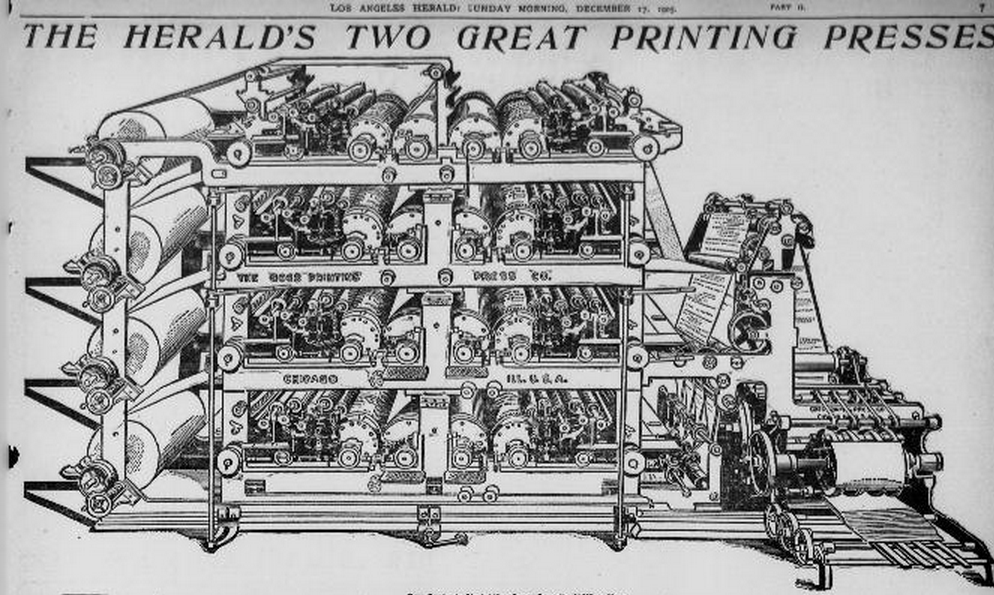
Cuádruple prensa de impresión rectangular de Goss, 1905

La invención de la prensa rotativa no fue un hecho aislado, sino más bien el resultado de un largo desarrollo. 
William Nicholson presentó una patente en 1790 para una prensa rotativa. Esa prensa rotativa era una evolución de la prensa de cilindro, también patentada por William Nicholson e inventada por Friedrich Koenig. La impresión de tambor rotativo fue inventada por Richard March Hoe  en 1843. Una patente de 1844 reemplazó las plataformas alternativas utilizadas en diseños anteriores con una plataforma fija servida por tambores rotatorios, y mediante una serie de avances se perfeccionó una prensa rotativa completa  en 1846 y se patentó en 1847. Algunas fuentes acreditan al parisino Hippolyte Auguste Marinoni como el inventor de la prensa rotativa, pero solamente fue el autor de una patente disputada que se decidió a favor de Hoe.
A.S. Abell del Baltimore Sun  fue el primer usuario estadounidense de la prensa rotativa.
August Applegath construyó en 1845 una máquina de impresión para el Times capaz de realizar 12.000 impresiones por hora, basándose en los desarrollos de March Hoe, William Bullock y Marinoni. 
La necesidad de los grandes periódicos de contar con sistemas para producir crecientes tiradas en tiempo récord llevó a un rápido desarrollo de las máquinas, con mejoras que se sucedían año a año. 
William Bullock construyó la primera máquina rotativa automatizada de dos cilindros, con una capacidad de 10 000 impresiones por hora, que sería modelo para los desarrollos posteriores.
En lo sucesivo, y habiéndose solucionado la automatización de la alimentación del papel mediante el uso de bobinas, las mejoras estuvieron dirigidas a reducir los tiempos de cortado y plegado, y la composición de textos, revolucionado esto último mediante la invención de la linotipia, creación de Ottmar Mergenthaler en 1886 y 1887.

## Técnicas de impresión
Las rotativas pueden utilizar diversos métodos de impresión, como flexografía, litografía ófset, ófset o rotograbado, siendo este último el de uso más amplio en la actualidad.